# Sáfrány Emese
| Sáfrány Emese                             | Sáfrány Emese                             |
| Kattints az alábbi külső linkek egyikére! | Kattints az alábbi külső linkek egyikére! |
| ----------------------------------------- | ----------------------------------------- |
| Nem található szabad kép.(?)              |                                           |
| külső link · jogvédett                    | Könyvének címlapján                       |

Sáfrány Emese (Komló, 1988. augusztus 6. –) magyar fotómodell, légtornász, egykori pornószínésznő.

## Élete
Sáfrány Emese Komlón született. Tanulmányait szülővárosában végezte, később a középiskolát egy kortárstáncművészeti iskolában folytatta, majd egy budapesti filmszínészi egyetem hallgatója lett.[forrás?]  Ezt követően pincérnőként és tánctanárként is dolgozott. 2007-től kezdődően öt évet pornószínésznőként szerepelt és ennek eredményeként több pornódíjat is magáénak tudhat. 2012-ben és 2013-ban az AVN díjátadóján az Év Női Külföldi Előadója díjat nyerte el. 2013-ban elhagyta az iparágat, és bár 2014-ben továbbra is szerződési kötelezettsége volt – topless időjósként, majd fitneszmodellként dolgozott, de légtornászattal is foglalkozni kezdett. 2014-ben szerepelt a Celeb vagyok, ments ki innen!, az RTL Klub licencszerződésen alapuló valóságshow negyedik szériájában, ahol harmadik helyezettként végzett. Légtornaoktatóként dolgozik, emellett különböző versenyeken is indul. 2015-ben megjelent önéletrajzi könyve Aleska – De hova tűnt Emese? címmel. 2016-ban Rigában ezüstérmet szerzett a légtornász-világbajnokságon.
2017-ben légtornász-Európa-bajnoki címet szerzett  profi „B” kategóriában.
2019-ben részt vett az Exatlon Hungary nevű sportrealityben.

## Televíziós szereplései
- - Ázsia Express 2024 / TV2 (1. Hely)
  - Celeb vagyok ments ki innen! 2014/ RTL Klub (3. hely)
  - Nyerő Páros 2019 /RTL
  - Sztarbox 2023 / RTL
  - Exatlon 2019 / Tv2
  - Ezek megőrültek 2017 / TV2 (1. hely)
  - Hal a Tortán 2015 / TV2
  - Édes Élet / Szuper TV2
  - Pimaszúr átcuccol / RTL Klub
  - Második Randi / Viva tv
  - Meztelen igazság / Viva tv
  - Great life / Life tv
  - Drágám ad az életed / TV2
  - Kasza Show / Super Tv2
  - Reggeli start / Digi sport
  - Mokka / Tv2
  - Fem3 Café / Fem3
  - Reggeli / Rtl klub
  - Aktiv / Tv2
  - Story extra / Rtl klub
  - Fókusz / Rtl klub
  - Reflektor / Rtl Klub
  - Anikó show / Rtl II
  - Jakupcsek / ATV
  - Esti Frizbi / ATV
  - Kapsz egy fülest / Humor+
  - Playback párbaj / RTL
  - Gyertek Át / RTL
  - Nyugi köztünk marad / Life tv
  - Észbontók / Viasat3
  - Konyhafőnök VIP / RTL
  - Ide Süss / Viasat3
  - Ötös ötös / tv2
  - Szerencsekerék / TV2

## Díjak, jelölések
- 2011 AVN Award jelölés – Az év legjobb külföldi női előadója[9]
- 2012 AVN Award – Az év legjobb külföldi női előadója[10]
- 2012 XBIZ Award – Az év legjobb külföldi női előadója[11]
- 2013 XBIZ Award jelölés – Az év legjobb külföldi női előadója[12]
- 2014 AVN Award – Az év legjobb külföldi filmjében szereplő szexjelenet[13]
- 2014 XBIZ Award jelölés – Az év legjobb külföldi női előadója[14]
  - FitBalance Award/ Budapest 2017/ Az év felfedezettje
  - European Championship of Air Power Athletics/ Trenčín 2017/ Aerial Hoop Solo, Profi B : Első hely
  - World Championship of Air Power Athletics/ Riga 2016/ Aerial Hoop Solo, Profi B Kategória: Második helyezett
  - European Championship of Air Power Athletics/ Prága 2016/ Aerial Hoop Solo, Profi B Kategória: Második helyezett
  - MLTE Légtorna verseny/ Budapest 2016/ Aerial Hoop Solo: Közönség Különdíja

## Könyve
- Aleska: De hová tűnt Emese?; Álomgyár, Bp., 2015